# جائزة النمسا الكبرى 1983
جائزة النمسا الكبرى 1983 هو سباق فورمولا 1 أقيم بتاريخ 14 أغسطس 1983 في ستيفن سبيلبرغ، شتايرمارك، النمسا. كان الحادي عشر من أصل 15 في بطولة العالم لسباقات الفورمولا واحد موسم 1983. حلّ الفرنسي ألن بروست أولا بينما جاء الفرنسي رينيه أرنو في المركز الثاني وحصل على المركز الثالث البرازيلي نيلسون بيكيه.